# Didi Quer Ser Criança
Didi Quer Ser Criança é um filme de comédia brasileiro de 2004 dirigido por Alexandre Boury e Reynaldo Boury. O filme é protagonizado pelo comediante Renato Aragão, interpretando seu clássico personagem Didi. Estreou em 9 de julho de 2004, em cerca de 100 salas de cinema no Brasil, tendo um público de 982.175 espectadores e arrecadando R$ 5.583.242,00. O filme teve recepção negativa pela crítica especializada. Recebeu uma indicação ao Grande Prêmio Brasileiro de Cinema na categoria Melhor Maquiagem.

## Enredo
Didi (Renato Aragão) é funcionário de uma fabriqueta de doces tradicionais, a Cosme e Damião, de propriedade de Seu Tião (Elias Gleizer), cujas vendas dos doces estão caindo vertiginosamente devido à concorrência de uma poderosa empresa, a Pirulito Dourado, cujo dono é o inescrupuloso empresário Armando (Werner Schünemann), e que faz sucesso devido a seus doces extremamente artificiais e suas agressivas campanhas de marketing. O trapalhão Didi pensa em como poderia voltar a ser criança, para entender o que as crianças realmente querem e poder ajudar o patrão.
Didi tem como melhor amigo o jovem Felipinho (Pedro Malta), que tem como sonho tornar-se adulto para ser tornar cantor e poder se aproximar das mulheres. De repente, algumas balas mágicas aparecem, fazendo com que Didi e Felipe troquem de idade: Didi vira criança (Bruno Cariati) e Felipe vira adulto (Cláudio Heinrich), se apaixonando por Sandrinha (Malu Rodrigues), filha de Armando.

## Elenco
- Renato Aragão.... Didi (também faz a voz do Didi criança)
  - Bruno Cariari.... Didi (criança)
- Cláudio Heinrich.... Felipe
  - Pedro Malta.... Felipe (criança)
- Fernanda Lima.... Sandra
  - Malu Rodrigues.... Sandra (criança)
- Werner Schunemann.... Armando
- Elias Gleizer.... Seu Tião
- Didi Wagner.... Adriana
- Daniel de Castro.... Cosme
- Rafael de Castro.... Damião
- Daniela Cicarelli.... Katia
- Charles Paraventi.... Professor Muller
- Luka.... Ela mesma
- Jacaré.... Segurança
- Marcelo Augusto.... Segurança
- Fábio Villa Verde.... Motorista da ambulância
- Bianca Rinaldi.... Vendedora de rifa
- Livian Aragão.... Vendedora de bala
- Paulo Ricardo Côrrea.... Junquinha
- Raphael Molina.... Pipoqueiro
- Guilherme Briggs... voz do Cosme e Damião

## Recepção
O público usuário do IMDB deu a nota 2,3 de 10. O público do site AdoroCinema deu nota 3.2 e três estrelas de cinco.
O filme teve recepção mista a negativa pela crítica especializada. Thiago Stivaletti, da Folha de S. Paulo criticou o roteiro do filme, chamando-o de confuso e que "resolve misturar tramas óbvias". Stivaletti também criticou a escolha do elenco do filme: "O resto é o de sempre: desfile de rostos da TV em participações dispensáveis." Uma crítica escrita para O Estado de S. Paulo elogiou o humor do filme, no entanto, avaliou negativamente o enredo do filme, afirmando que "algumas gags divertem, a cantoria é mais reduzida [...] De resto, predominam a ingenuidade e o sentimentalismo".
O crítico do Cineplayers pontuou o filme com duas estrelas de cinco, afirmando que a história "é até bem pensada, mas, pra variar, é muito mal realizada. Nitidamente feita à toque de caixa, sem preocupação com qualidade." Eduardo Valente, do Contracampo, escreveu que "as cenas supostamente engraçadas não têm a menor graça. E isso acontece porque hoje Renato Aragão não é mais o Didi (por mais que se tente dizer que sim) - aquele comediante solto, anárquico, muitas vezes surreal e ácido." O crítico conclui afirmando que "só nos resta acreditar que os filmes de Renato Aragão hoje são tão pouco pensados e feitos com tanta pressa/preguiça que ninguém está mais entendendo, na sua realização, o que se está dizendo de fato (ou sequer estão preocupados com isso)."

### Bilheteria
O filme teve público de 982.175 espectadores e arrecadou R$ 5.583.242,00 nas bilheterias, de acordo com dados da Agência Nacional de Cinema.